# Legione Volontaria Italiana
La Legione Volontaria Italiana (Afrikaans: Italiaansche Verkennings Corp, letteralmente "Corpo di ricognizione italiano") fu un reparto militare formato da italiani espatriati che prese parte alla seconda guerra boera, fondato dal soldato e avventuriero Camillo Ricchiardi sotto la protezione del generale Louis Botha.

## L'emigrazione italiana in Sudafrica
Il flusso di migranti italiani verso il Sudafrica iniziò subito dopo la scoperta dei primi diamanti nel 1867 e divenne stabile alla fine dell'Ottocento, anche se mai raggiunse i numeri dell'emigrazione diretta in Argentina o negli Stati Uniti, che restavano le destinazioni preferite dalla maggioranza degli italiani costretti a cercare fortuna fuori dalla madrepatria.
Ad ogni modo la comunità italiana in Sud Africa contava circa 5000 presenze, sparpagliate fra diverse città: un numero molto alto, se si considera che al tempo Johannesburg contava 80.000 abitanti. Una delle prime comunità di immigranti nacque per la produzione di esplosivi: la fabbrica di dinamite di Modderfontein cercava manodopera qualificata proprio mentre il Dinamitificio Nobel di Avigliana attraversava un momento di crisi.
Fu così che metà della forza lavoro fu trasferita con le famiglie al seguito dal Piemonte a Johannesburg, dove un quartiere cittadino venne subito chiamato "Little Italy" e inoltre anche il sobborgo di Orange Grove vide un aumento della propria popolazione italiana. Solo pochi accettarono la dura vita legata al lavoro agricolo o nelle miniere; per la maggior parte, gli immigrati italiani trovarono impiego come scalpellini, muratori, artigiani, carpentieri, operai metallurgici, ma anche ferrovieri. In alcune fabbriche come la "Thomas Begbie and Son Foundry", tre quarti dei circa 200 operai erano italiani.
Tragicamente molti furono uccisi o menomati da una tremenda, improvvisa esplosione nella fabbrica che causò clamore e proteste fra gli immigrati. Quando la conta delle vittime fu ultimata risultò che tutti i 12 morti (e 36 feriti su 56) erano italiani. Gli altri erano 10 Austriaci oltre ad alcuni francesi, tedeschi, olandesi, ma nessun Uitlander (espatriato britannico).
 Quando il quotidiano Transvaal and Diggers pubblicò le parole del Ministro delle miniere (State Mining Engineer) il quale era convinto dell'origine dolosa dello scoppio e aveva aggiunto che anche il fallito Jameson Raid, "stranamente" era stato seguito da una simile esplosione di dinamite, diede consistenza al sospetto di complicità degli inglesi o degli Uitlander.
Inoltre Begbie era noto per le sue posizioni anti-boere e questo contribuì a spingere molti italiani dalla parte degli afrikaner. Begbie fu processato per la vicenda dell'esplosione in fabbrica e poi assolto nel 1900.

## La formazione
In conseguenza di ciò, durante la seconda guerra boera Ricchiardi formò una unità paramilitare composta da volontari, la "Legione Volontaria italiana", molto piccola rispetto alle dimensioni della comunità italiana (200 membri appena) a fianco dei boeri, ma che seppe sfruttare a proprio vantaggio le tattiche di guerriglia che il suo capo aveva appreso nelle Filippine.

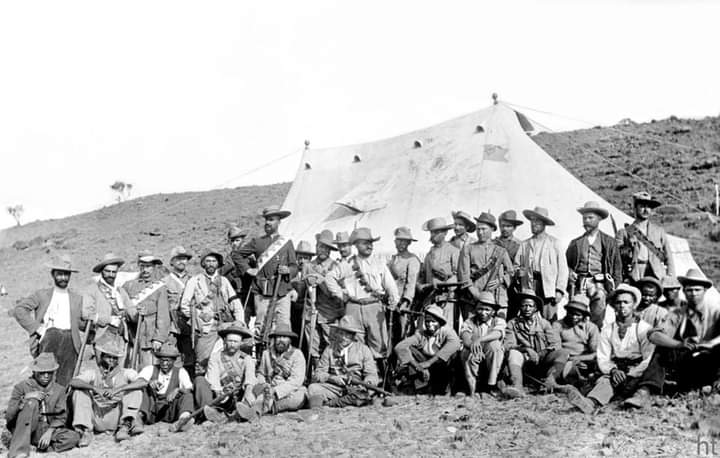
Ricchiardi consegna un messaggio ad alcuni soldati della legione.

Gli italiani operarono principalmente come esploratori, rinomati per la loro abilità di cavalieri e di tiratori. Molti erano ex soldati che avevano prestato servizio nel Regio Esercito o sotto Giuseppe Garibaldi. Ad altri, grazie alla loro familiarità con gli esplosivi, fu assegnato il compito di far saltare in aria ponti e ferrovie per rallentare la ritirata da Tugela a Komatiepoort, al confine col Mozambico. L'ordine era di far esplodere le cariche solo quando i britannici - riconoscibili dai caschi coloniali bianchi - sarebbero stati in vista. In una occasione del genere le truppe erano così vicine che riuscirono a vedere e a spegnere le micce sotto un ponte, impedendone la distruzione all'ultimo momento.
La prima operazione con successo, pianificata da Camillo Ricchiardi, era la cattura di un Treno corazzato presso Chieveley, nel Natal (l'attuale provincia del KwaZulu-Natal), il novembre del 1899. Winston Churchill era tra i passeggeri fatti prigionieri dai volontari italiani. Ricchiardi finse di non vedere Churchill gettare la sua pistola Mauser e le sue munizioni a espansione, queste ultime dichiarate illegali (e proibite dalla Convenzione di Ginevra del 1929), il loro possesso era condannabile con la pena di morte.

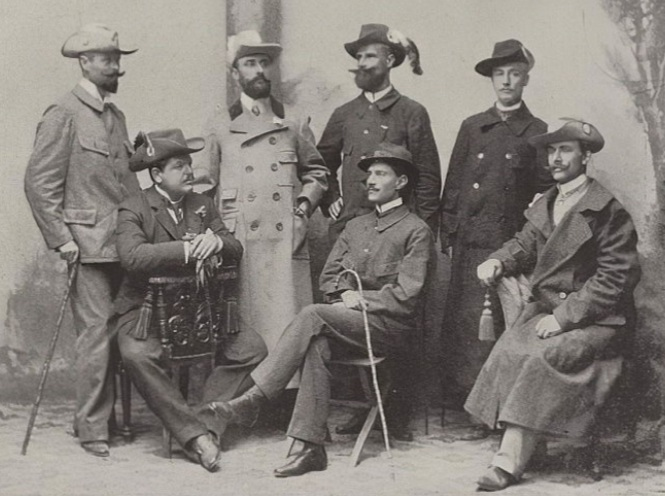
Ufficiali della Legione Volontaria Italiana riuniti a Trieste, al ritorno dalla guerra boera. In piedi, da sinistra a destra: il conte Pecci, il colonnello Camillo Ricchiardi, il capitano Max Schiffi e il conte Villeneuve de la Colette. Seduti, da sinistra a destra: il maggiore Joseph di Termini Imerese, il barone von Goldeck e il tenente Simon.

Man mano che i combattimenti proseguivano, i guerriglieri italiani cominciarono a temere per la loro sorte: l'Italia era tradizionalmente amica della Gran Bretagna e non fece mancare il proprio sostegno neanche durante questo conflitto. Perciò chiunque di loro fosse stato catturato rischiava di dover affrontare il processo e l'esecuzione come traditore. Per lo stesso motivo erano in pericolo quegli agricoltori italiani che avevano simpatie per i discendenti dei coloni olandesi. Ma, paradossalmente, anche quelli che non ne avevano subirono i saccheggi e la deportazione nei campi di concentramento da parte degli inglesi. Altri italiani erano già stati rimpatriati a forza quando erano emersi i loro sentimenti pro-Boeri.
Alla fine gli innumerevoli sforzi del Console italiano, Conte Morpurgo, contribuirono a salvare molti italiani dai maltrattamenti.
Molti altri erano italiani emigrati in Argentina che si unirono a Ricchiardi dopo essere stati allevatori di cavalli per gli inglesi, dato che la loro "seconda patria" forniva quadrupedi in gran quantità per le forze a cavallo dell'Impero britannico.

## Figure rilevanti
Tra le persone che vi presero parte si ricordano Ciccio de Giovanni, un dodicenne che fece una visita inattesa al laager (accampamento) degli esploratori italiani per vedere suo padre Giovanni, che militava nel reparto. Cavalcò senza sosta da Johannesburg, circa 400 km, da solo.
Peppino Garibaldi, nipote di Giuseppe, di madre britannica, nel 1903 si unì agli inglesi e combatté al loro fianco.
Dei circa 3000 italiani che risiedevano nel Reef ne restavano soltanto 1200 dopo la guerra.

### Umberto Cristini
Fra quegli italiani che diventarono famosi durante la guerra ci fu il dottor Umberto Cristini, che entrò a far parte degli esploratori italiani dopo aver lasciato i commando di De Wet sul Fronte Orientale. La sua stima per De Wet era tale che chiese al generale il permesso di aggiungere il suo nome al proprio, diventando così Umberto "Dewet" Cristini. Addirittura, a un certo momento sembrava anche sul punto di sposare una delle figlie di De Wet.

Tornò in Transvaal per prendere di nuovo parte alla guerra. In una lettera alla madre scrisse che, sebbene tutti pensassero che fosse tornato solo per combattere, la sua seconda intenzione era di "aiutare a trovare il più grosso tesoro che si potesse immaginare" (forse i milioni di Paul Kruger). Forse anche Ricchiardi era sulle tracce di questo tesoro, poiché l'esercito britannico riportò di averlo avvistato alla stazione di Pretoria ben dopo la data della sua partenza "ufficiale". Cristini, invece, combatté fino alla fine della guerra e poi restò in Sud Africa per qualche anno.